# Nemegtomaia
Nemegtomaia is een geslacht van theropode dinosauriërs, behorend tot de Maniraptora en meer bijzonder tot de Oviraptorosauria, dat op het eind van het Krijt leefde in het gebied van het huidige Mongolië. De enige benoemde soort is Nemegtomaia barsboldi.

## Vondst en naamgeving
In de zomer van 1996 vond een team van het internationale Mongolian Highland Dinosaur Project in het Nemegtbassin in het zuidwesten van Mongolië het skelet van een oviraptoride. In 2002 werd het door Lü Junchang ondergebracht in een Ingenia sp. en in 2004 in een Oviraptor sp., maar nader onderzoek wees kort daarop uit dat om een geheel nieuwe soort ging.
De soort is in 2004 benoemd en beschreven door Lü, Yukimitsu Tomida, Yoichi Azuma, Dong Zhiming en Lee Yuong-Nam onder de naam Nemegtia barsboldi. De geslachtsnaam verwees naar de Nemegt. Hetzelfde jaar ontdekte Christian Kammerer dat die naam al bezet was door de ostracode Nemegtia Szczechura 1978. In 2005 werd zij daarom vervangen door de naam Nemegtomaia. Het toevoegsel is het Oudgrieksse μαῖα, maia, "goede moeder", een aanspreektitel voor oudere vrouwen die hier echter geïnterpreteerd werd als een moeder die goed voor haar kroost zorgt. Het verwijst naar de vondst van broedende exemplaren bij de oviraptoriden in het algemeen; pas later zouden zulke vondsten ook aan Nemegtomaia zelf toegewezen worden. De naam wilde een tegenstelling beklemtonen met het oude idee dat oviraptorosauriërs "eierdieven" zouden zijn. De soortaanduiding eert de Mongoolse paleontoloog Rinchen Barsbold. De nieuwe combinatienaam voor de soort werd zo Nemegtomaia barsboldi; de typesoort blijft formeel Nemegtia barsboldi.

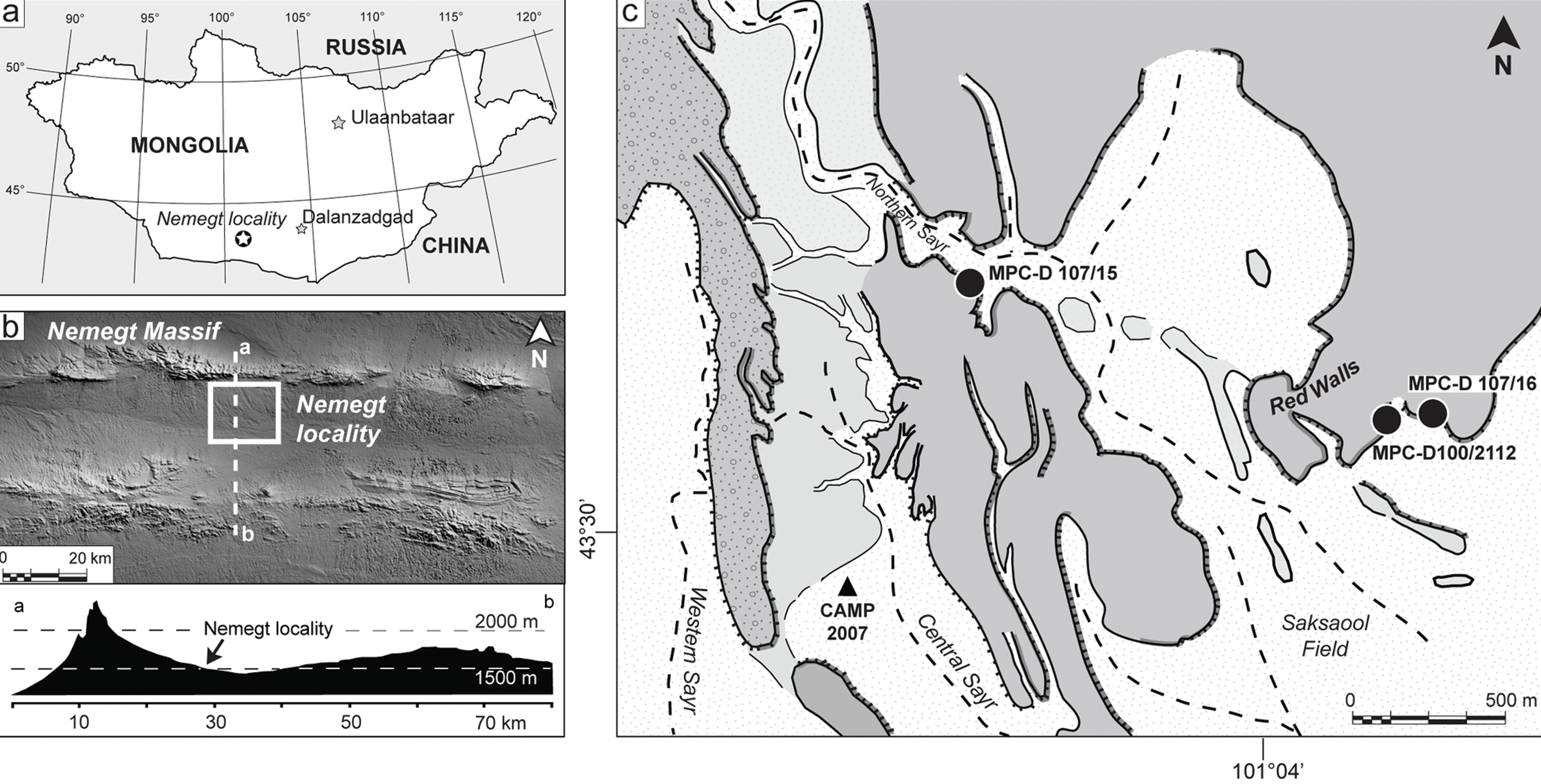
De vindplaatsen

Het fossiel, holotype GIN 100/2112, is gevonden in een laag uit de Nemegtformatie die dateert uit het vroege Maastrichtien, ongeveer 69 miljoen jaar oud. Het bestaat uit een vrij volledige schedel, onderkaken, twaalf halswervels, zeven ruggenwervels, zeven sacrale wervels, twee staartwervels, een stuk schouderblad, de onderkanten van beide opperarmbeenderen, een spaakbeen, de darmbeenderen, de bovenkanten van de schaambeenderen en de zitbeenderen; en de bovenkant van een dijbeen.
In 2012 werden twee nieuwe specimina gemeld, gevonden in 2007: MPC-D 107/15, een skelet met fragmentarische schedel en onderkaken van een broedend wijfje dat nog op haar nest zat, en MPC-D 107/16, een kleiner fragmentarisch skelet zonder schedel. Het laatste exemplaar komt ook uit de Nemegtformatie, het eerste echter uit de oudere Baruungojotformatie uit het laatste Campanien. Wegens bepaalde overeenkomsten in de schedel werd het toch aan Nemegtomaia toegewezen. Daarbij meenden de beschrijvers dat de Baruungojotformatie en de Nemegtformatie geen duidelijk in tijd gescheiden afzettingen waren maar in snelle opeenvolging een reeks korte afwisselend droge respectievelijk natte fasen vertegenwoordigden in een enkel proces van sedimentatie, zodat niet te verwachten viel dat hun faunae geheel anders waren. MPC-D 107/15 werd op maar vijfhonderd mater afstand van het typespecimen gevonden. Het vult het holotype aan in veel elementen van de achterpoten; het kleinere exemplaar MPC-D 107/16 heeft daarbij de hand bewaard.

## Beschrijving

### Algemene bouw, grootte en onderscheidende kenmerken

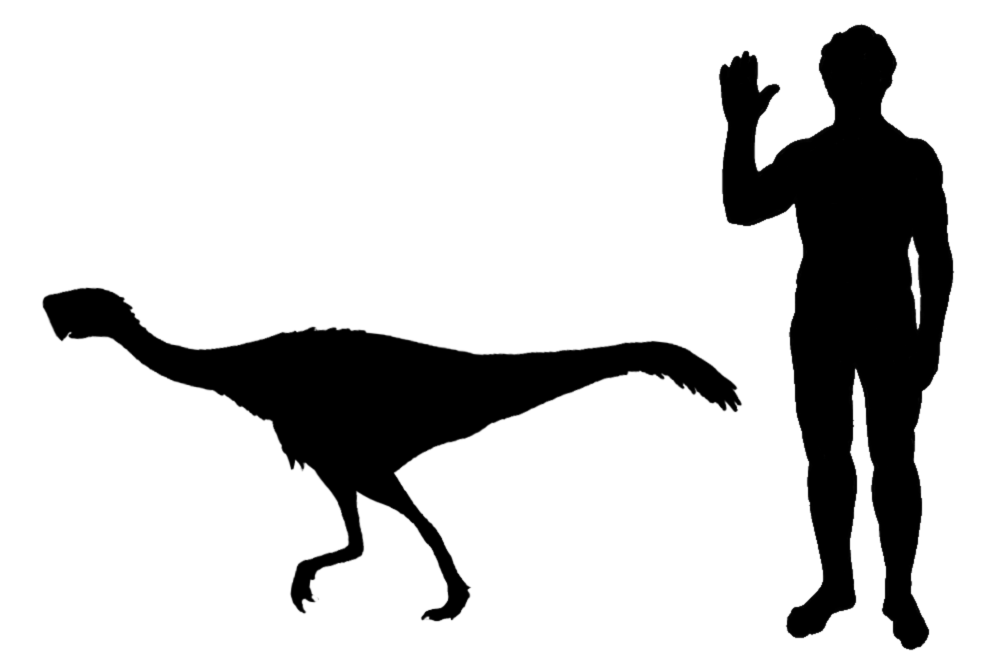
Een vergelijking in grootte met een mens

Nemegtomaia is een middelgrote oviraptorosauriër. In 2010 schatte Gregory S. Paul de lichaamslengte op twee meter, het gewicht op veertig kilogram. Nemegtomaia is een tweevoeter met lange achterpoten, een lange nek, korte tandeloze kop met snuitkam en vermoedelijk korte staart. Hij was vermoedelijk warmbloedig en bevederd zodat de voorpoten eruitzagen als vleugels. De staart kan een waaier van veren gedragen hebben.

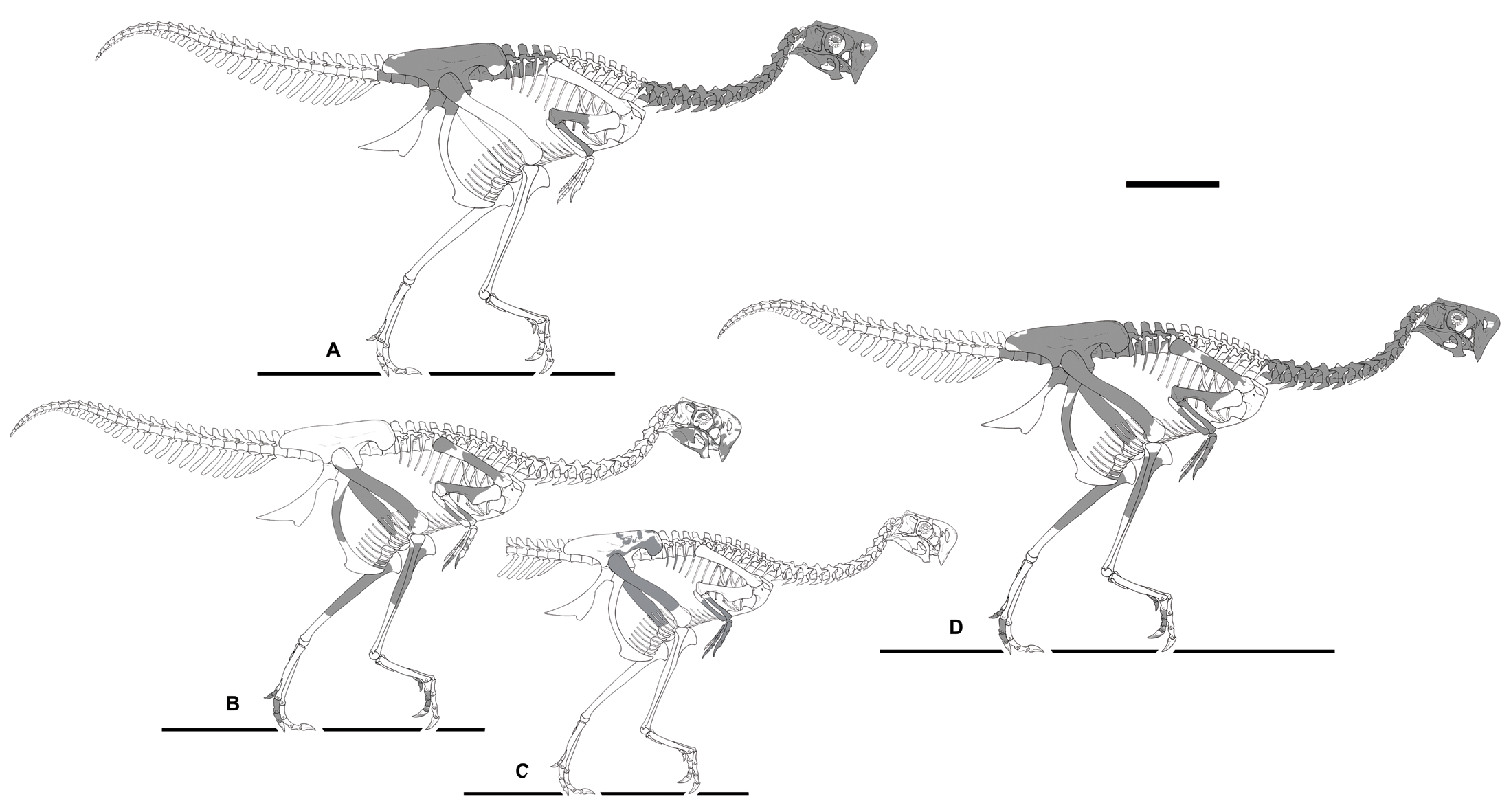
Verschillende specimina

De beschrijvers stelden in 2004 enkele onderscheidende kenmerken vast. De snuit draagt een kam waarvan de voorkant vrijwel verticaal loopt en waarbij de opgaande tak van de praemaxilla grotendeels beperkt blijft tot de zijkant van de kam. Het voorhoofdsbeen heeft een kwart van de lengte van het wandbeen. Het bezit van een prefrontale. Het quadratum heeft een uitsteeksel waarvan het bolle oppervlak in de komvormige insparing aan de binnenkant van het quadratojugale steekt. De gewrichtsknobbels van het quadratum zijn voor de achterhoofdsknobbel gelegen. Michael Mortimer stelde in 2010 dat van deze eigenschappen alleen het prefrontale en de aard van de verbinding tussen het quadratum en het quadratojugale niet bij verwanten voorkomt.
Een studie uit 2017 stelde een herziene lijst kenmerken op. Daarbij werd gesteld dat er helemaal geen prefrontale is. Aanvullende onderscheidende kenmerken waren het feit dat het achterhoofd loodrecht op het verhemelte staat; het bezit van acht sacrale wervels; en een sterk verlengde eerste vinger die even lang is als de tweede vinger.

### Skelet

#### Schedel

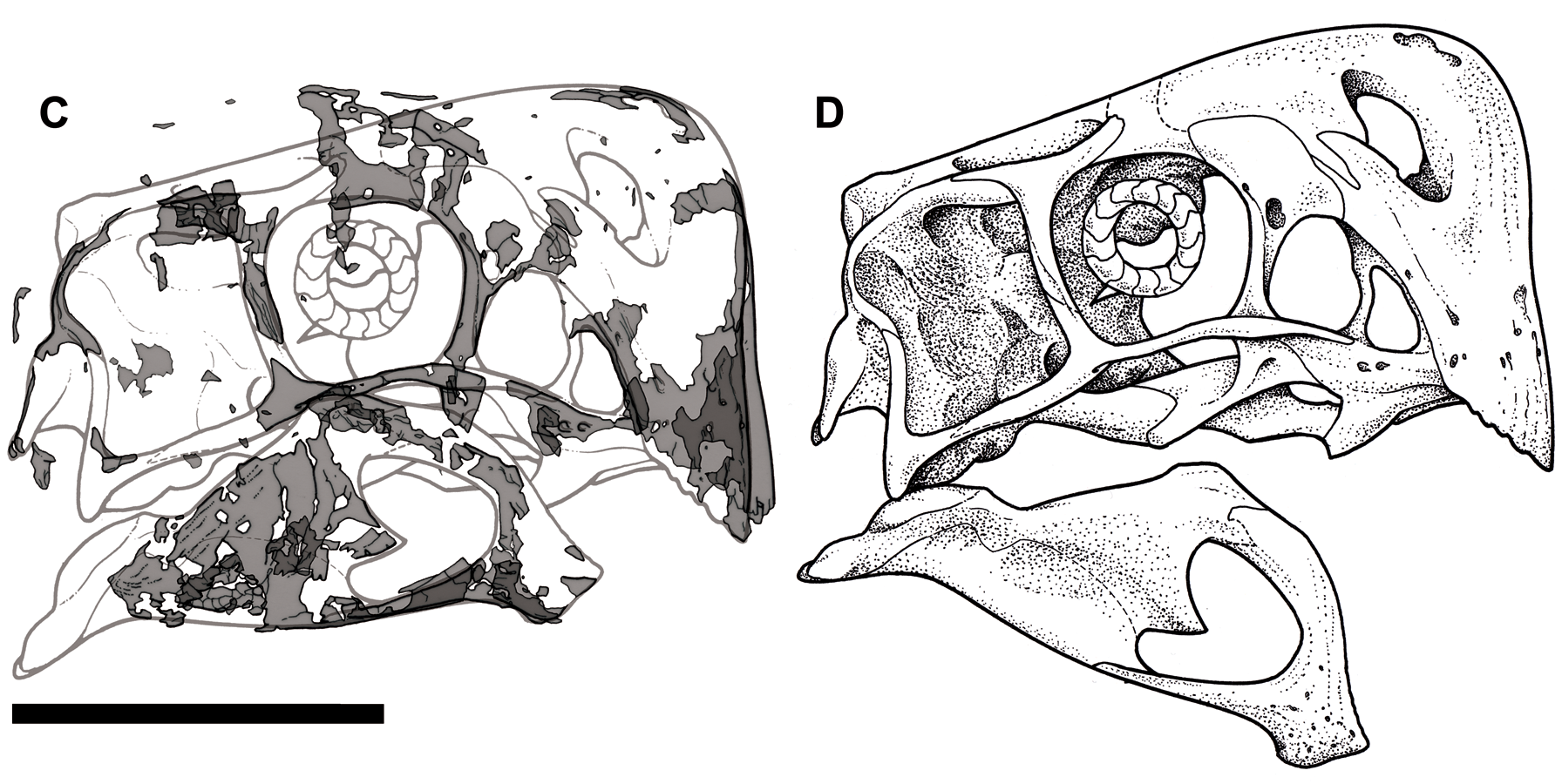
Diagram van de schedel

De schedel van Nemegtomaia draagt, althans bij volwassen exemplaren, een hoge kam op de snuit. De bovenrand daarvan ligt in een vrijwel rechte lijn met het naar voren oplopende schedeldak zodat het bovenprofiel van de schedel als geheel schuin naar de voorkant toe omhoog steekt. Na een vrij abrupte draaiing gevormd door de afgeronde kampunt valt de voorrand van de kam haast verticaal omlaag; de afhangende bovensnavel zet deze lijn naar onderen voort, eindigend in een scherpe punt. Daarachter kromt de rand van de bovenkaak abrupt omhoog om een welving te vormen die vlak onder de voorste rand van de oogkas weer omlaag draait. Zo kan de bovenkaak aansluiten bij de in het midden hoog bollende onderkaak. In bovenaanzicht is de schedel breed in het achterste deel en vernauwt ter hoogte van de oogkassen. Bovenop zet die vernauwing zich voort en is de kam zeer smal; onderaan echter is de bek breed en geleidelijk afgerond.
De schedel vormt geen massief geheel maar wordt gekenmerkt door vele openingen. De grootste daarvan zijn de oogkassen, die de vorm hebben van afgeronde vierkanten. De fenestra antorbitalis, de opening vóór de oogkas, is maar klein en gevormd als een druppel in de achterhoek van de snavel, ervoor ligt nog een kleinere fenestra maxillaris. Het onderste slaapvenster achter de oogkas is groot en rechthoekig. De bovenste slaapvensters vormen grote driehoeken aan de zijden van het schedeldak.

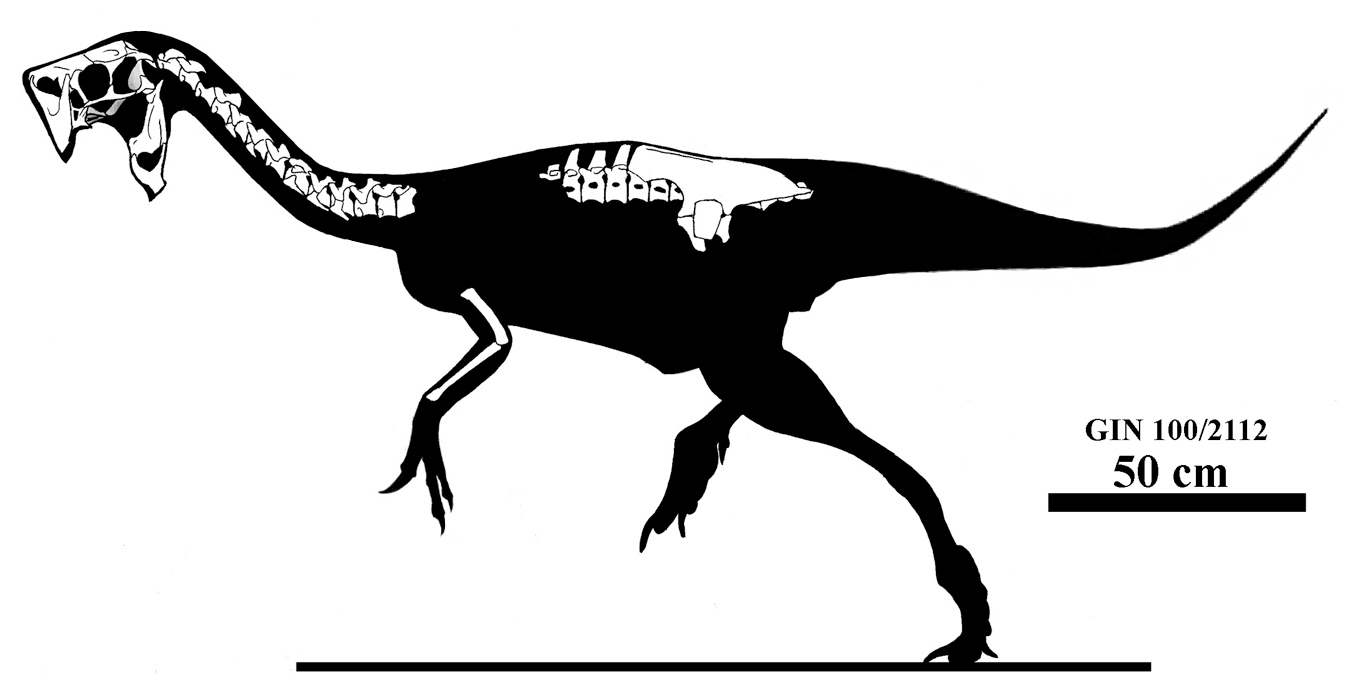
De bewaarde delen van het holotype door Jaime Headden

In de snuit vormen de vergroeide praemaxillae de onderkant van de neuskam. Het bovenkaaksbeen is tandeloos; wel is er op de interne vleugel een benige punt die een deel van het verhemelte uitmaakt. De neusbeenderen vormen het bovenste deel van de kam en zijn vooraan ingekeept door de praemaxillae; achteraan zijn ze naadloos vergroeid. Het traanbeen heeft bovenaan een brede lob aan de basis van de kam. Deze structuur is hol van binnen en heeft een pneumatische opening aan de achterrand van de neergaande tak van het traanbeen, die de gekromde stevige voorrand vormt van de oogkas. De lob sluit aan bij een verdikte basis van de neuskam op het onderste neusbeen. De pneumatisering loopt niet door tot in de voorhoofdsbeenderen. Het voorhoofdsbeen is kort en vooral achteraan breed en bovenop licht bollend. Het rechte raakvlak met het neusbeen bestaat uit een diep ingekerfde beennaad. Het voorhoofdsbeen vormt de voorste bovenrand van de oogkas. Bij de linkeroogkas is er tussen het voorhoofdsbeen en het traanbeen een klein driehoekige element zichtbaar dat de beschrijvers interpreteerden als een prefrontale, een bot dat verder bij de oviraptoriden onbekend is. De wandbeenderen zijn vergroeid en hebben achteraan een lage lengtekam. Ze zijn langwerpig en ingesnoerd door de bovenste slaapvensters. Het postorbitale vormt de achterste bovenhoek van de oogkas. Het is driestralig waarbij de voorste tak onder een hoek van ongeveer 45° omhoog en naar binnen steekt over de zijkant van het voorhoofdsbeen. De neergaande tak maakt zo'n twee derden van de achterrand van de oogkas uit. De achterste tak ligt over de voorste tak van het squamosum en vormt de voorste zijrand van het bovenste slaapvenster. Het jukbeen is driestralig. De voorste tak is achteraan nog vrij hoog en plat; naar voren toe wordt deze staafvormig en steekt als een punt tussen het bovenkaaksbeen, het traanbeen en het ectopterygoïde. De opgaande tak steekt schuin naar achteren en vormt naar voren krommend een derde van de hoogte van de achterrand van de oogkas. De achterste tak reikt naar een L-vormig quadratojugale. In een holte aan de onderste binnenzijde daarvan steekt een halfronde bult van het quadratum; bij de meeste oviraptorosauriërs is het omgekeerd en is het quadratojugale bol en het quadratum hol. De verbinding vormt een komgewricht dat een zekere mate van beweging tussen beide elementen toestaat, net als bij de vogels. Het quadratum vormt onderaan een brede bovenkant van het kaakgewricht dat achter de lijn van het achterhoofd ligt.
Op het bovenste achterhoofd is er geen duidelijke beennaad tussen het middelste element, het supraoccipitale, en de beide exoccipitalia aan de zijkanten, die ver naar beneden doorlopen; vermoedelijk dringen de exoccipitalia meer onderaan het supraoccipitale van het ovale achterhoofdsgat. Dit foramen magnum is groter dan de knobbel die de verbinding vormt met de nek, de wat schuin naar beneden gerichte condylus occipitalis. Onder de knobbel steekt het basioccipitale schuin naar beneden en voren en is via een W-vormige beennaad, waarvan de middelste punt naar achteren steekt, verbonden met het basisfenoïde, de onderkant van de hersenpan. Beide elementen samen vormen krachtig gebouwde afhangende lobben. Het basisfenoïde vernauwt naar voren toe en vormt daar geen tweede paar afhangende uitsteeksels, een kenmerk dat Nemegtomaia deelt met andere afgeleide oviraptoriden. Aan de onderkant is het parasfenoïde diep uitgehold in welke trog zich een opening bevindt, vermoedelijk het foramen Vidianum, de toegang voor een slagaderen de uitgang voor de zevende hersenzenuw. Naar voren gaat het basisfenoïde over in een boegvormig parasfenoïde dat achteraan vrij hoog is en naar voren in zijaanzicht versmalt tot een punt. De zijkant van de hersenpan wordt gevormd door dunne platen, meer vooraan een orbitosfenoïde, meer achteraan het laterosfenoïde.
Aan de onderkant van de schedel, is het pterygoïde verbonden met het quadratum. De verbinding loopt naar voren uit in een langwerpige plaat, door een groeve in de lengterichting verdeeld in een binnenste sectie die naar voren contact maakt met het verhemeltebeen en een buitenste sectie die het ectopterygoïde raakt. De beide pterygoïden zijn gescheiden door een opening op de middenlijn van de schedel; ze raken elkaar slechts helemaal vooraan waar hun uitsteeksels de achterkanten van de ploegschaarbeenderen overlappen. Het ectopterygoïde vormt een naar voren steil oplopende verbinding tussen het pterygoïde en het jukbeen. Nabij het bovenkaaksbeen wordt het doorboord door een opvallend foramen. Op de vleugel van het pterygoïde met het quadratum bevindt zich een driehoekig epipterygoïde dat een scherpe voorrand heeft en bovenaan een vrijliggende scherpe punt vormt. Meer naar voren toe ligt in de ruimte tussen het pterygoïde, ectopeterygoïde, bovenkaaksbeen en ploegschaarbeen een langwerpig verhemeltebeen dat mede de achterrand van de eveneens langwerpige choana, de verbinding tussen neusholte en mondholte. De ploegschaarbeenderen zijn achteraan gescheiden door het dolkvormige uitsteeksel van het parasfenoïde; meer naar voren vergroeien ze ermee zodat de hersenpan op dit punt met het verhemelte verbonden is. Het middendeel van het ploegschaarbeen is relatief lang voor een oviraptoride. Vooraan zijn de naar beneden aflopende ploegschaarbeenderen vergroeid; het allervoorste stuk is wat bol, meer achteraan is de vergroeiing plat, maar vlak voor de choanae steekt het bot scherp naar beneden uit in een gezamenlijke schijntand.

#### Onderkaken

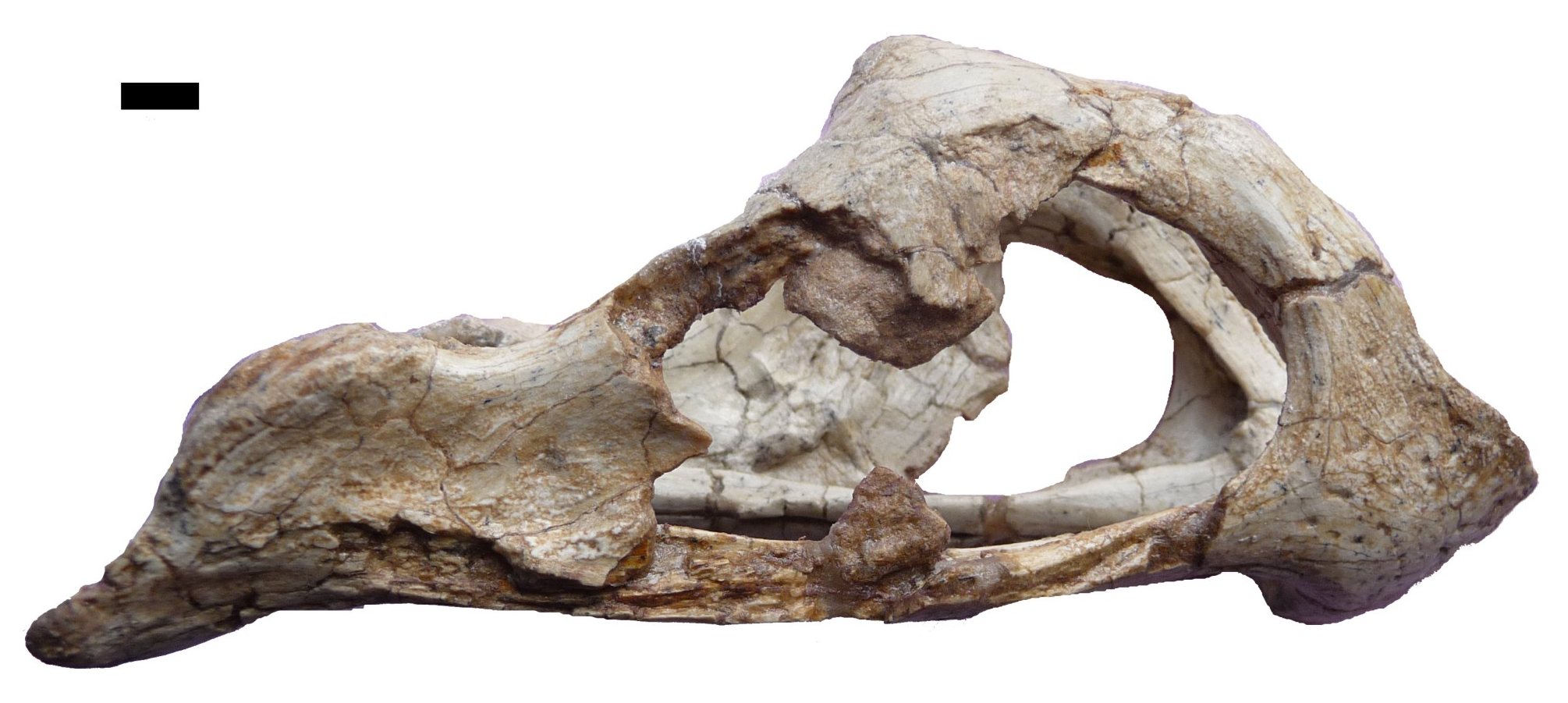
De onderkaken van het holotype, van rechts bezien

De onderkaken zijn kort, hoog en tandeloos. Vooraan zijn ze door een symphysis mandibulae vergroeid tot een enkele mandibula. De voorkant van de symphysis mandibulae is breed en recht zodat een schepvormige structuur ontstaat. De dikke beennaad tussen de kaken vormt helemaal vooraan een klein puntje. In zijaanzicht heeft de symphysis mandibulae het profiel van een "kin" waarvan het voorvlak tamelijk sterk naar beneden geroteerd is en waarvan de achterrand in een scherpe buiging van de hogere onderrand van de rest van de kaak wegbuigt. Binnenin is de symphysis mandibulae sterk gepneumatiseerd, doortrokken van luchtholten, die vrij gelijkvormige kleine kamertjes vormen in het bot. De bovenste beenwand is hierdoor erg dun, de onderste veel dikker. De holten van de linker- en rechterhelft van de symphysis mandibulae zijn niet door een beenschot gescheiden. Het oppervlak van de symphysis mandibulae is ruw en tont rijen kleine aderkanaaltjes, wat duidt op de aanwezigheid van een hoornsnavel.
De korte lengte van de kaak wordt vooral veroorzaakt door de verkorting van het dentarium, het normaliter tanddragend been. Het bovenprofiel daarvan, een scherpe snijrand vormend, loopt naar achteren steil op zodat een hoge bult ontstaat die ongeveer 40% zo hoog uitsteekt als de kaak als geheel lang is. De buitenste zijopening, bij basale theropoden meestal in de achterkant van de kaak gelegen, bevindt zich hier in de voorste helft van de bult en beslaat het merendeel van de hoogte daarvan. Boven de voorste rand van de opening vlakt het profiel, waar de bovenste tak van het dentarium als een punt in het surangulare steekt, sterk af maar blijft in een holle curve geleidelijk stijgen tot een hoogste uitsteeksel, een processus coronoides, een stuk achter de achterrand van het zijvenster gelegen; deze verheffing is vermoedelijk geen apart os coronoides. Na dit hoogste punt duikt de kaaklijn plots omlaag, zij het niet zo steil als bij de voorkant. Helemaal achteraan steekt het onderste gewrichtsvlak van het kaakgewricht boven de kaaklijn uit.
In bovenaanzicht liggen beide kaken in parallelle positie vrij dicht bij elkaar: de kop is wel kort en hoog, maar niet zo bijzonder breed. De wel zeer brede kaakgewrichten raken elkaar hierdoor haast. Ieder kaakgewricht wordt in tweeën gedeeld door een afgeronde richel in de lengterichting, een groter halfcirkelvormig deel aan de binnenkant en een kleiner ovaal deel aan de buitenkant. De richel past in een groeve in het bovenste gewrichtsvlak, in de condyle van het quadratum.
De bovenste achterkant van de onderkaak wordt gevormd door een naadloze vergroeiing van het surangulare en het articulare. Dit gecombineerde element maakt ook de buitenste zijkant uit van het nauwe naar achteren gerichte uitsteeksel achter het kaakgewricht, de processus retroarticularis. De onderkant en binnenste zijkant ervan wordt gevormd door het dunne plaatvormige prearticulare. Tussen de onderste tak van het dentarium onder het zijvenster en het vooraan bandvormige spleniale aan de binnenkant steekt de voorste punt van het angulare.

#### Postcrania

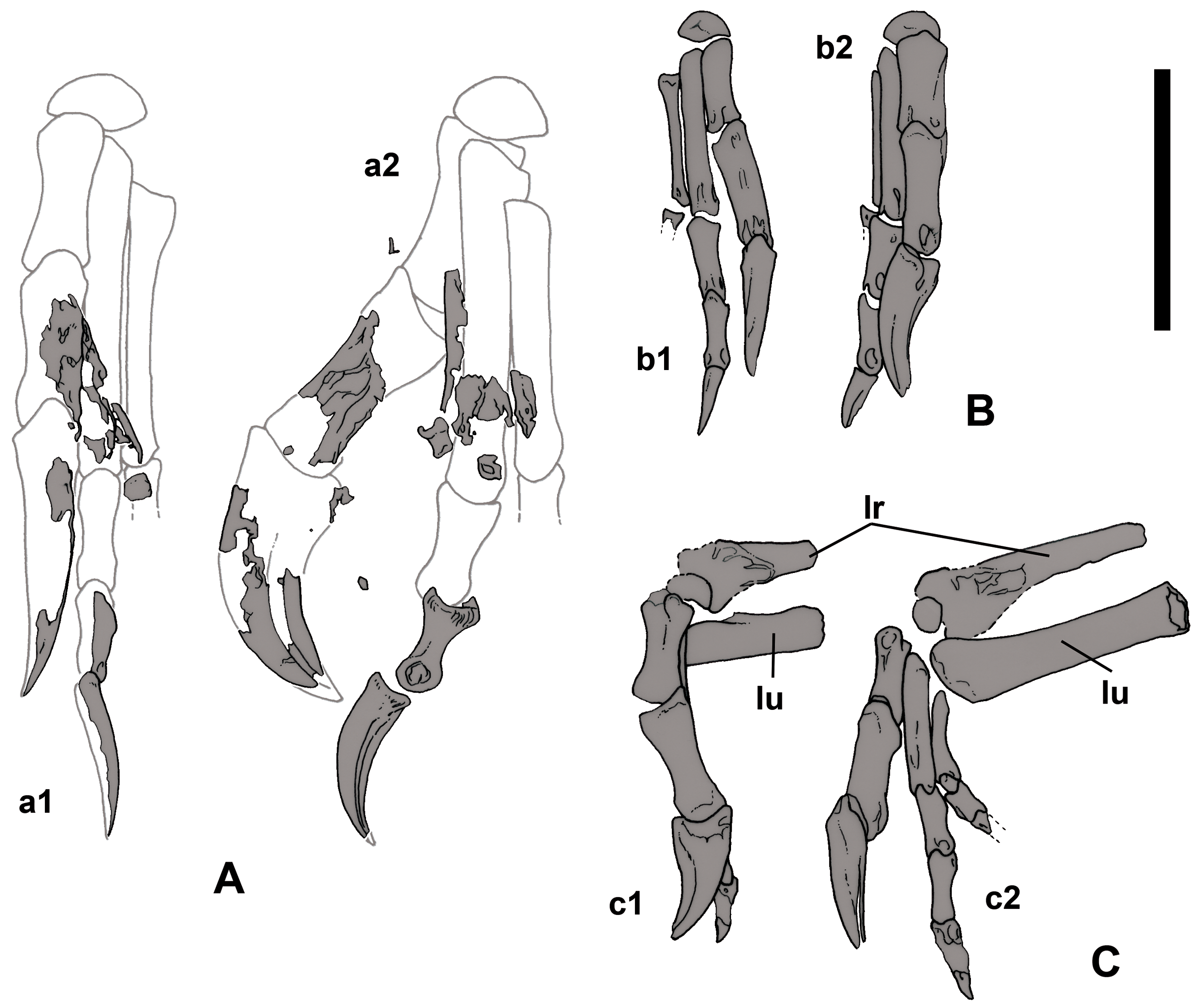
De hand in verschillende aanzichten

De wervelkolom van Nemegtomaia is slechts zeer onvolledig bekend. Vooral van de staart is weinig bewaard gebleven; er wordt aangenomen dat die relatief kort was, net als bij de verwanten.
De nek bestaat uit dertien halswervels. De voorste halswervels zijn matig langgerekt wat de nek als geheel vrij lang maakt. Vanaf de zesde wervel zijn de wervellichamen breder dan lang. De halswervels hebben in de zijkant pneumatische uithollingen, pleurocoelen. Bij de voorste wervels liggen die vrij vooraan op het wervellichaam; vanaf de negende wervel verplaatsen ze zich naar achteren. Op de twaalfde wervel ligt de pleurocoel zo in het midden; bij deze wervel is de uitholling ook erg groot. De meeste pleurocoelen zijn eivormig: tot en met de negende wervel met de grootste hoogte vooraan, vanaf de elfde achteraan; op de tiende is de pleurocoel cirkelvormig. De doornuitsteeksels van de halswervels zijn relatief kort en liggen midden op de wervelbogen. De nekribben zijn staafvormig en slank, het meest bij de voorste wervels.

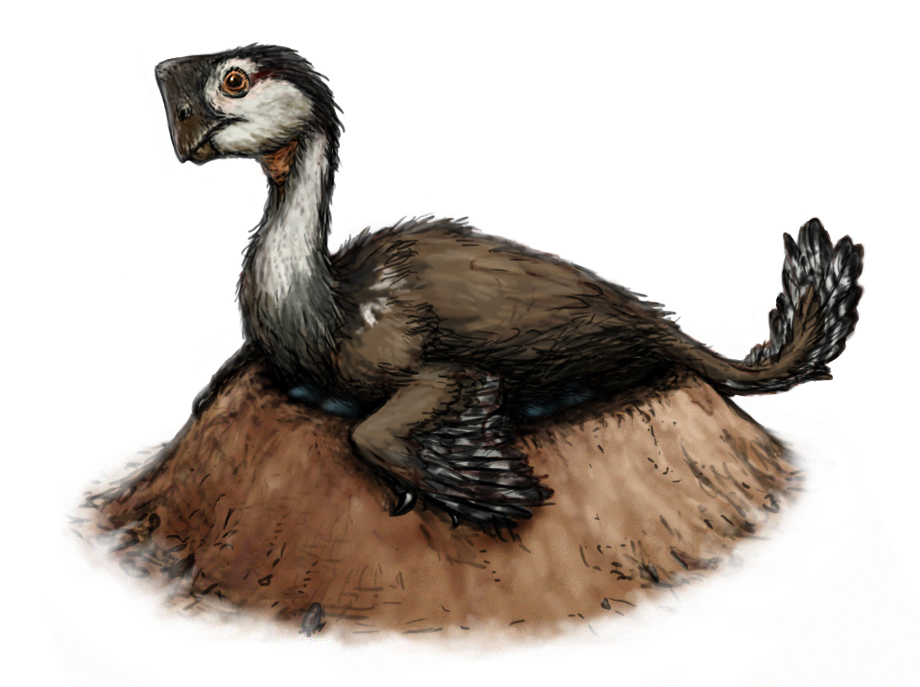
Een broedend exemplaar

Het aantal ruggenwervels is onbekend. Een bewaarde eerste ruggenwervel toont een veel grotere pleurocoel dan op de halswervels en heeft onderop een lage kiel en voorste uitsteeksel, een hypapofyse. Hij draagt een driehoekig doornuitsteeksel. De achterste ruggenwervels hebben ronde pleurocoelen en vrij brede, overdwars dunne, plaatvormige doornuitsteeksels met twee derden van de lengte van het wervellichaam. Het heiligbeen telt acht sacrale wervels. De tweede wervel heeft een verlegde ovale pleurocoel die de helft van de zijde van het wervellichaam beslaat. Naar achteren toen worden de pleurocoelen juist kleiner. De zesde wervel heeft de breedste sacrale rib, de verbinding met het bekken. De zevende wervel toont achter de rib twee parallelle zijvensters, groter dan de pleurocoelen. Van de staart zijn slechts twee voorste wervelbogen bewaard. Ze hebben voorste gewrichtsuitsteeksels waarvan de bijna verticale facetten naar binnen gedraaid zijn, terwijl die van de achterste gewrichtsuitsteeksels naar buiten gekeerd zijn.
Van de schoudergordel wisten de auteurs van de oorspronkelijke beschrijving slechts te melden dat het bewaarde stuk schouderblad niet van dat van andere oviraptoriden afweek. Hetzelfde gold grotendeels voor het opperarmbeen dat echter het afwijkende kenmerk heeft van een groeve op de voorrand als aanhechting voor de Musculus brachialis. Het spaakbeen is recht met een ovale doorsnede en iets verbrede uiteinden, vooral aan de bovenkant. In 2012 werd vastgesteld dat er drie carpalia zijn in de pols. De hand is opvallend kort. De eerste vinger is vrij lang ten opzichte van en robuuster dan de tweede, die echter zelf voor een oviraptoride vrij kort is. Het derde middenhandsbeen is gereduceerd tot een beensplinter.
In het bekken heeft het darmbeen een rechte bovenrand; het voorblad is ongeveer even hoog als het achterblad. Het voorblad is recht afgeschuind waarbij de voorkant naar achteren helt en naar onder eindigt in een kleine afhangende punt. Het achterblad heeft een spits uiteinde. Het aanhangsel voor het schaambeen is vrij dun en driehoekig in doorsnede, dat voor het zitbeen tamelijk fors en rond in doorsnee. Het zitbeen heeft een langer raakvlak met het darmbeen dan met het schaambeen. De nek van de dijbeenkop maakt een hoek van 90° met de schacht. Op de bovenkant van het dijbeen is er een nauwe groeve tussen de trochanter major en de dijbeenkop. De trochanter minor is vingervormig en van de trochanter major gescheiden door een nauwe kloof.

## Fylogenie

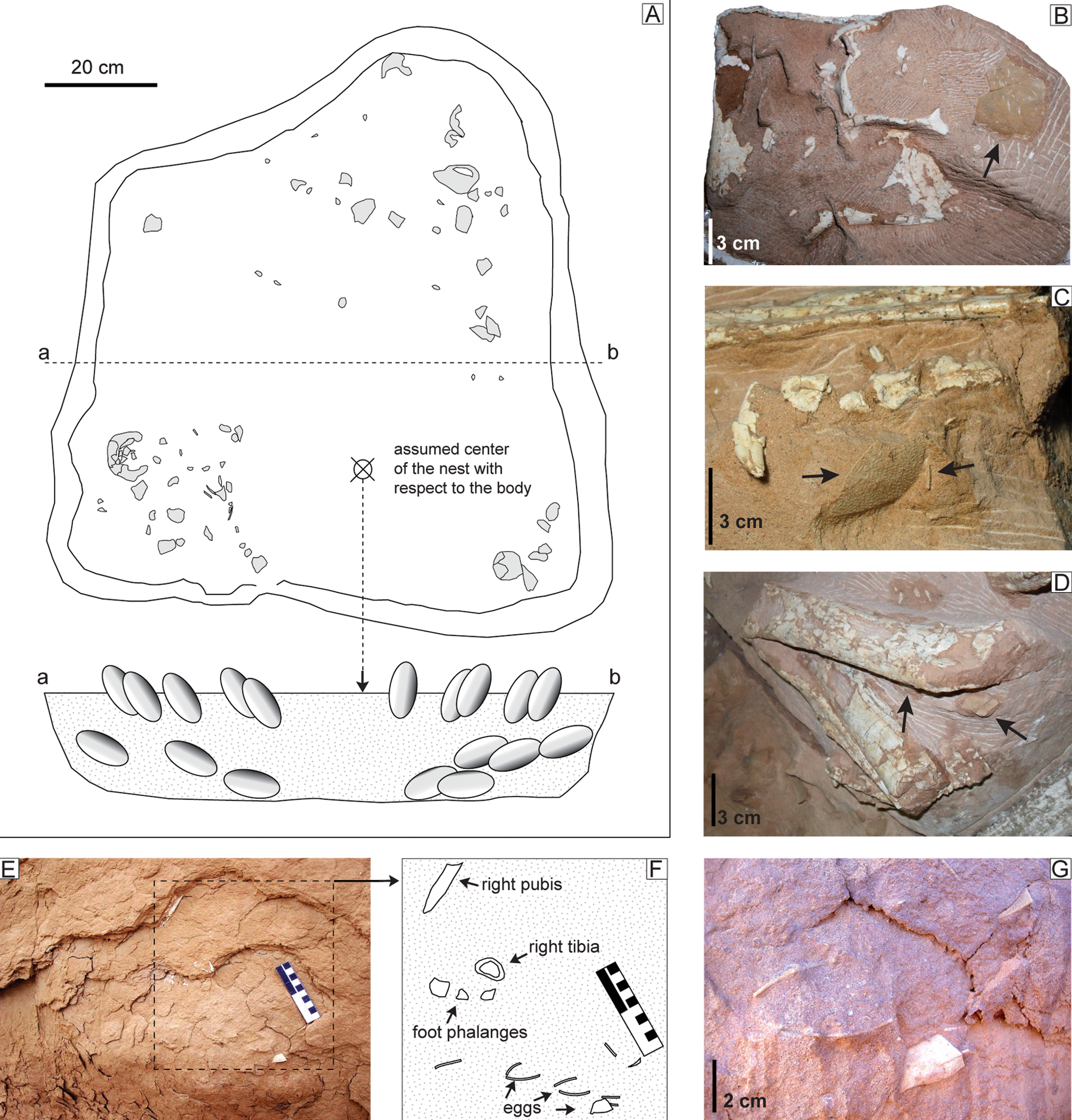
Het nest van MPC-D 107/15

Het taxon werd in 2004 in de Oviraptoridae geplaatst. Nemegtomaia zou volgens een exacte kladistische analyse het nauwst verwant zijn aan haar zustersoort Citipati: in dat geval behoort zij tot de klade Oviraptorinae.
Latere analyses toonden echter vaak een positie in de Ingeniinae, zoals deze studie uit 2012:
|  | Rinchenia |
|  |           |
|  | Citipati  |
|  |           |

|         | "Ingenia" (= Ajancingenia)                                |
|         |                                                           |
| unnamed | \| \| Nemegtomaia \| \| \| \| \| \| Heyuannia \| \| \| \| |
|         | \| \| Nemegtomaia \| \| \| \| \| \| Heyuannia \| \| \| \| |
|         | Nemegtomaia                                               |
|         |                                                           |
|         | Heyuannia                                                 |
|         |                                                           |

|  | Nemegtomaia |
|  |             |
|  | Heyuannia   |
|  |             |

|         | "Ingenia" (= Ajancingenia)                                |
|         |                                                           |
| unnamed | \| \| Nemegtomaia \| \| \| \| \| \| Heyuannia \| \| \| \| |
|         | \| \| Nemegtomaia \| \| \| \| \| \| Heyuannia \| \| \| \| |
|         | Nemegtomaia                                               |
|         |                                                           |
|         | Heyuannia                                                 |
|         |                                                           |

|  | Nemegtomaia |
|  |             |
|  | Heyuannia   |
|  |             |

|         | "Ingenia" (= Ajancingenia)                                |
|         |                                                           |
| unnamed | \| \| Nemegtomaia \| \| \| \| \| \| Heyuannia \| \| \| \| |
|         | \| \| Nemegtomaia \| \| \| \| \| \| Heyuannia \| \| \| \| |
|         | Nemegtomaia                                               |
|         |                                                           |
|         | Heyuannia                                                 |
|         |                                                           |

|  | Nemegtomaia |
|  |             |
|  | Heyuannia   |
|  |             |

|         | "Ingenia" (= Ajancingenia)                                |
|         |                                                           |
| unnamed | \| \| Nemegtomaia \| \| \| \| \| \| Heyuannia \| \| \| \| |
|         | \| \| Nemegtomaia \| \| \| \| \| \| Heyuannia \| \| \| \| |
|         | Nemegtomaia                                               |
|         |                                                           |
|         | Heyuannia                                                 |
|         |                                                           |

|  | Nemegtomaia |
|  |             |
|  | Heyuannia   |
|  |             |

|         | "Ingenia" (= Ajancingenia)                                |
|         |                                                           |
| unnamed | \| \| Nemegtomaia \| \| \| \| \| \| Heyuannia \| \| \| \| |
|         | \| \| Nemegtomaia \| \| \| \| \| \| Heyuannia \| \| \| \| |
|         | Nemegtomaia                                               |
|         |                                                           |
|         | Heyuannia                                                 |
|         |                                                           |

|  | Nemegtomaia |
|  |             |
|  | Heyuannia   |
|  |             |

|         | "Ingenia" (= Ajancingenia)                                |
|         |                                                           |
| unnamed | \| \| Nemegtomaia \| \| \| \| \| \| Heyuannia \| \| \| \| |
|         | \| \| Nemegtomaia \| \| \| \| \| \| Heyuannia \| \| \| \| |
|         | Nemegtomaia                                               |
|         |                                                           |
|         | Heyuannia                                                 |
|         |                                                           |

|  | Nemegtomaia |
|  |             |
|  | Heyuannia   |
|  |             |

|         | "Ingenia" (= Ajancingenia)                                |
|         |                                                           |
| unnamed | \| \| Nemegtomaia \| \| \| \| \| \| Heyuannia \| \| \| \| |
|         | \| \| Nemegtomaia \| \| \| \| \| \| Heyuannia \| \| \| \| |
|         | Nemegtomaia                                               |
|         |                                                           |
|         | Heyuannia                                                 |
|         |                                                           |

|  | Nemegtomaia |
|  |             |
|  | Heyuannia   |
|  |             |

|         | "Ingenia" (= Ajancingenia)                                |
|         |                                                           |
| unnamed | \| \| Nemegtomaia \| \| \| \| \| \| Heyuannia \| \| \| \| |
|         | \| \| Nemegtomaia \| \| \| \| \| \| Heyuannia \| \| \| \| |
|         | Nemegtomaia                                               |
|         |                                                           |
|         | Heyuannia                                                 |
|         |                                                           |

|  | Nemegtomaia |
|  |             |
|  | Heyuannia   |
|  |             |

|  | Rinchenia |
|  |           |
|  | Citipati  |
|  |           |

|         | "Ingenia" (= Ajancingenia)                                |
|         |                                                           |
| unnamed | \| \| Nemegtomaia \| \| \| \| \| \| Heyuannia \| \| \| \| |
|         | \| \| Nemegtomaia \| \| \| \| \| \| Heyuannia \| \| \| \| |
|         | Nemegtomaia                                               |
|         |                                                           |
|         | Heyuannia                                                 |
|         |                                                           |

|  | Nemegtomaia |
|  |             |
|  | Heyuannia   |
|  |             |

|         | "Ingenia" (= Ajancingenia)                                |
|         |                                                           |
| unnamed | \| \| Nemegtomaia \| \| \| \| \| \| Heyuannia \| \| \| \| |
|         | \| \| Nemegtomaia \| \| \| \| \| \| Heyuannia \| \| \| \| |
|         | Nemegtomaia                                               |
|         |                                                           |
|         | Heyuannia                                                 |
|         |                                                           |

|  | Nemegtomaia |
|  |             |
|  | Heyuannia   |
|  |             |

|         | "Ingenia" (= Ajancingenia)                                |
|         |                                                           |
| unnamed | \| \| Nemegtomaia \| \| \| \| \| \| Heyuannia \| \| \| \| |
|         | \| \| Nemegtomaia \| \| \| \| \| \| Heyuannia \| \| \| \| |
|         | Nemegtomaia                                               |
|         |                                                           |
|         | Heyuannia                                                 |
|         |                                                           |

|  | Nemegtomaia |
|  |             |
|  | Heyuannia   |
|  |             |

|         | "Ingenia" (= Ajancingenia)                                |
|         |                                                           |
| unnamed | \| \| Nemegtomaia \| \| \| \| \| \| Heyuannia \| \| \| \| |
|         | \| \| Nemegtomaia \| \| \| \| \| \| Heyuannia \| \| \| \| |
|         | Nemegtomaia                                               |
|         |                                                           |
|         | Heyuannia                                                 |
|         |                                                           |

|  | Nemegtomaia |
|  |             |
|  | Heyuannia   |
|  |             |

|         | "Ingenia" (= Ajancingenia)                                |
|         |                                                           |
| unnamed | \| \| Nemegtomaia \| \| \| \| \| \| Heyuannia \| \| \| \| |
|         | \| \| Nemegtomaia \| \| \| \| \| \| Heyuannia \| \| \| \| |
|         | Nemegtomaia                                               |
|         |                                                           |
|         | Heyuannia                                                 |
|         |                                                           |

|  | Nemegtomaia |
|  |             |
|  | Heyuannia   |
|  |             |

|         | "Ingenia" (= Ajancingenia)                                |
|         |                                                           |
| unnamed | \| \| Nemegtomaia \| \| \| \| \| \| Heyuannia \| \| \| \| |
|         | \| \| Nemegtomaia \| \| \| \| \| \| Heyuannia \| \| \| \| |
|         | Nemegtomaia                                               |
|         |                                                           |
|         | Heyuannia                                                 |
|         |                                                           |

|  | Nemegtomaia |
|  |             |
|  | Heyuannia   |
|  |             |

|         | "Ingenia" (= Ajancingenia)                                |
|         |                                                           |
| unnamed | \| \| Nemegtomaia \| \| \| \| \| \| Heyuannia \| \| \| \| |
|         | \| \| Nemegtomaia \| \| \| \| \| \| Heyuannia \| \| \| \| |
|         | Nemegtomaia                                               |
|         |                                                           |
|         | Heyuannia                                                 |
|         |                                                           |

|  | Nemegtomaia |
|  |             |
|  | Heyuannia   |
|  |             |

|         | "Ingenia" (= Ajancingenia)                                |
|         |                                                           |
| unnamed | \| \| Nemegtomaia \| \| \| \| \| \| Heyuannia \| \| \| \| |
|         | \| \| Nemegtomaia \| \| \| \| \| \| Heyuannia \| \| \| \| |
|         | Nemegtomaia                                               |
|         |                                                           |
|         | Heyuannia                                                 |
|         |                                                           |

|  | Nemegtomaia |
|  |             |
|  | Heyuannia   |
|  |             |

## Levenswijze

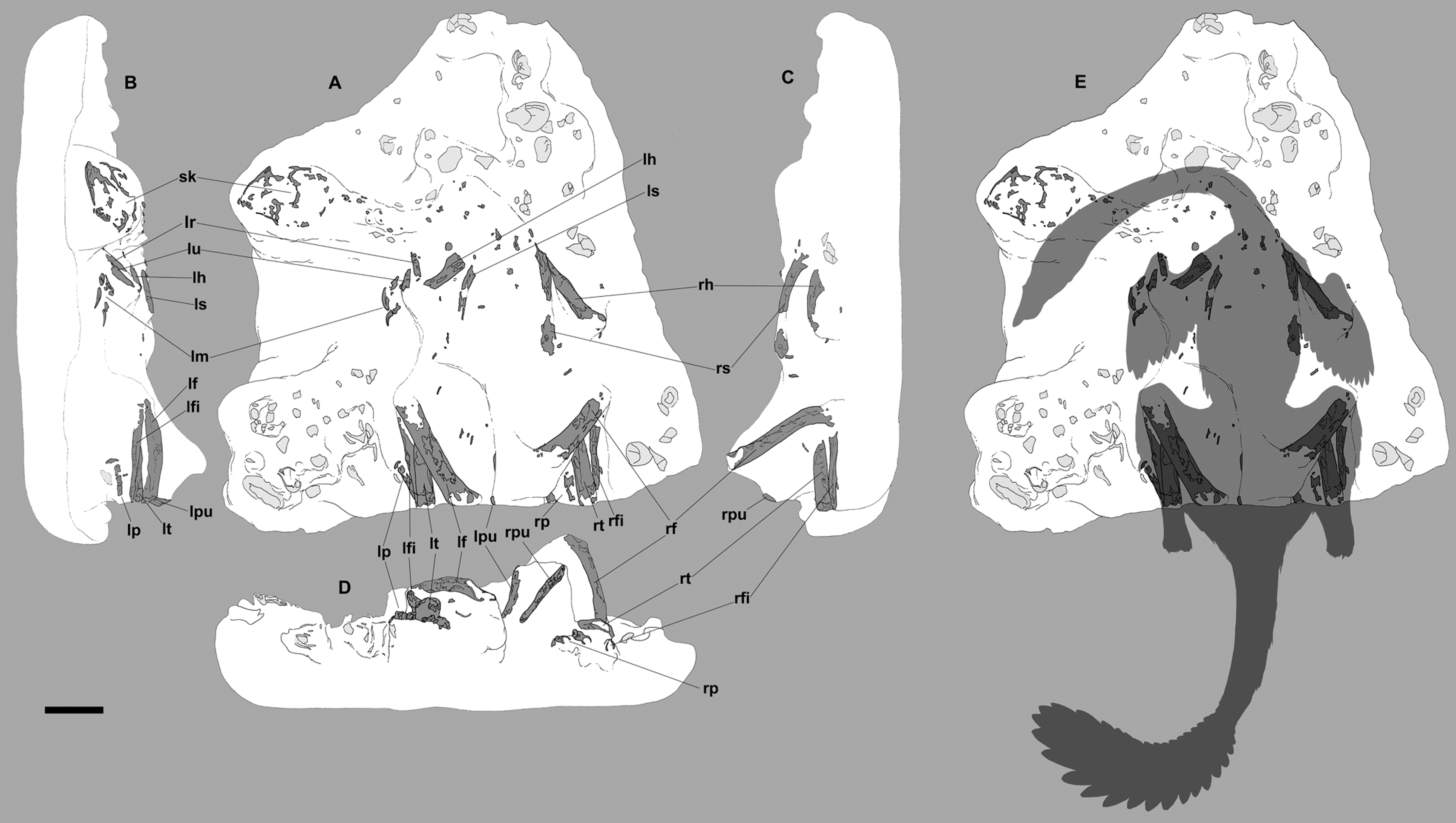
Diagram van de broedpositie

De habitat van Nemegtomaia was wat de Baruungojot betreft woestijnachtig waarbij zandduinen afgewisseld werden door meertjes of stroompjes. Lagen die aan de Nemegformatie werden toegekend zijn typisch natter. Wellicht bestond haar voedsel uit planten. Het is wel verondersteld dat oviraptoriden aan de drogere landschaptypen de voorkeur gaven.

Eieren

Het nest dat deel uitmaakt van specimen MPC-D 107/15 heeft een lengte van één meter, een breedte van negentig centimeter. Eierschalen zijn gevonden maar geen hele eieren of embryo's. De eieren werden vermoedelijk in een cirkel gelegd, in twee lagen. In de onderste laag werden zeven eieren geteld. Het skelet is aangetroffen in het midden van de bovenste cirkel. De lengte van de eieren werd geschat op ongeveer vijftien centimeter, hun breedte vijf tot zes centimeter. Ze zijn van een al bekend type dat benoemd is als de eierfamilie Elongatoolithidae. De eierschalen zijn 1 millimeter tot 1,2 millimeter dik. Over de schalen lopen 0,3 millimeter hoge richels en bultjes. Het nest werd gegraven in zacht zand bij een stroom. Gezien het grote aantal vondsten van bebroede oviraptoride nesten werd vermoed dat de broedtijd lang was. Oververhitting van de eieren werd als een groot risico beschouwd, gezien het hete klimaat. Wellicht dat staartwaaiers evolueerden om de eieren te isoleren of beschaduwen.